# Gynoplistia annulata
Gynoplistia annulata là một loài ruồi trong họ Limoniidae. Chúng phân bố ở miền Australasia.